# Krzem amorficzny

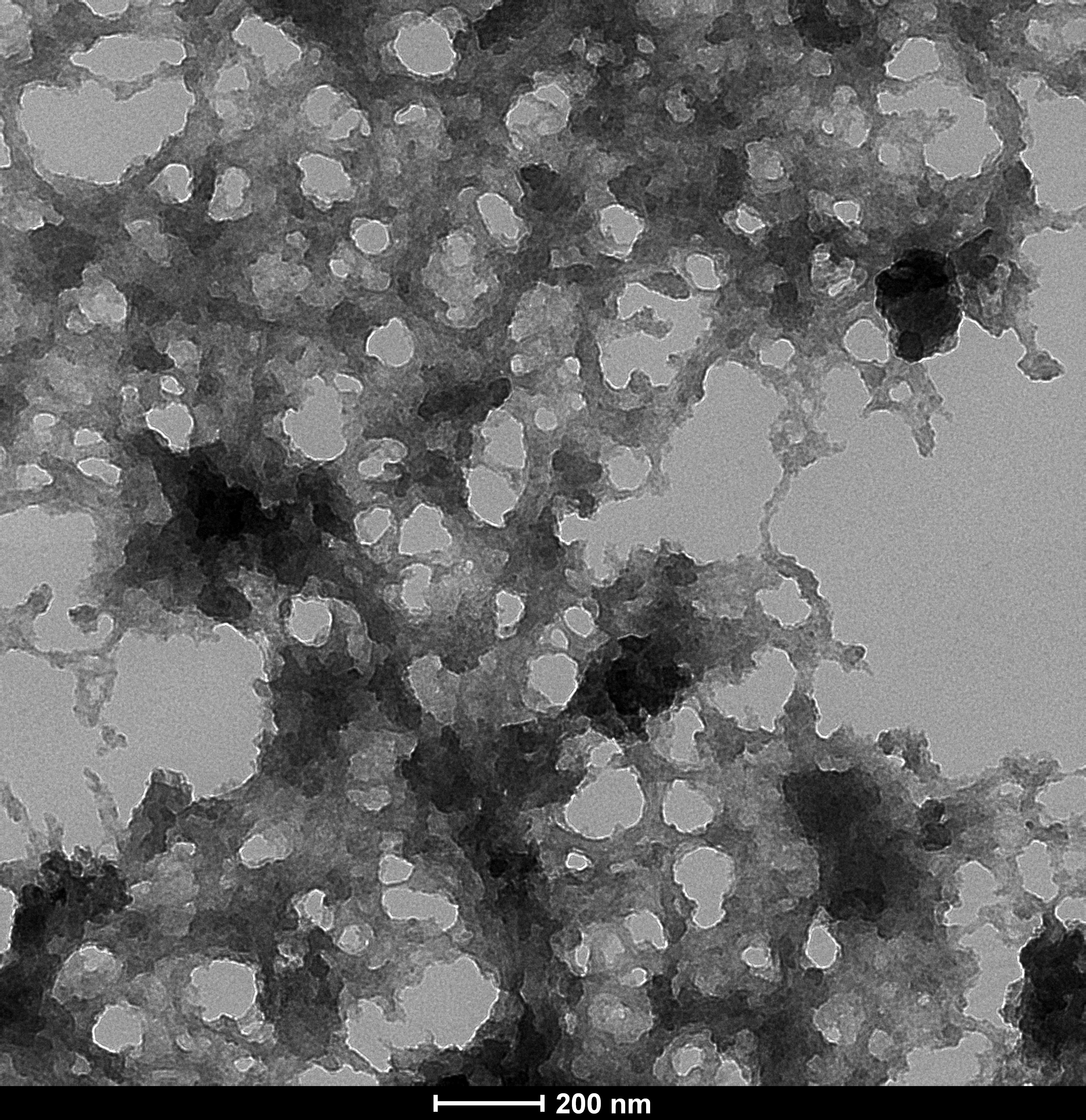
Zdjęcie krzemu amorficznego wykonane transmisyjnym mikroskopem elektronowym

Krzem amorficzny zwany a-Si – niekrystaliczny alotrop pozyskiwany z krzemu, tzw. krzem w fazie amorficznej, masowo wykorzystywany przy produkcji ogniw fotowoltaicznych, wyświetlaczy LCD, OLED. Żywotność krzemu w postaci bezkształtnej jest ponad dwukrotnie niższa od krzemu monokrystalicznego i wynosi ok. 10 lat.